# كنيسة شيسم
كنيسة شيسم ((بالروسية: Чесменская церковь)‏) ؛الاسم الكامل: كنيسة القديس يوحنا المعمدان في قصر شيسم، ((بالروسية: це́рковь Рождества́ Иоа́нна Предте́чи при Че́сменском Дворце́)‏) هي كنيسة صغيرة تابعة للطائفة الأرثوذكسية الروسية بنيت من قبل المهندس المعماري الروسي يوري فيلتن سنة 1780 بناء على توجيه من كاترين العظمى، إمبراطورة روسيا. نصبت الكنيسة مجاورة قصر شيسم بين سانت بطرسبورغ وتسارسكوي سيلو للاحتفال بانتصار الامبراطورية الروسية في 1770 على القوات العثمانية في خليج شيسم (بالتركية: Çeşme)‏ خلال الحرب الروسية العثمانية 1768-1774. الكنيسة هي مثال نادر للغاية لنفوذ العمارة القوطية الجديدة في مجال العمارة الكنسية الروسية.